# New Wave of British Heavy Metal
Die New Wave of British Heavy Metal, oft NWoBHM oder NWOBHM abgekürzt, ist die erste weitestgehend eigenständige musikalische und kulturelle Ausgestaltung des Metals. Die Anfänge der NWoBHM als Epizentrum der Metalszene lagen in den 1970er und 1980er Jahren und der damals meist jugendlichen Hörerschaft der Musik. Eindeutig gemeinsame Stilmerkmale wies die junge Szene kaum auf. Die Musikgruppen unterschieden sich musikalisch und ästhetisch.
Gemein war den Gruppen die Herkunft aus Großbritannien und das für den Metal typische stark verzerrte Gitarrenspiel. Rohe und direkte Interpreten wie Motörhead und Venom wurden der NWoBHM ebenso zugerechnet wie Iron Maiden, die mit komplexen Arrangements Bezüge zum Progressive Rock aufwiesen, oder solche die wie Judas Priest mit popmusikalischen Bezügen Metal in den Mainstream trugen.

## Position und Funktion in der Geschichte des Metals
Der Beginn der NWoBHM, als die erste Musik die als Metal im Sinn eines eigenständigen Genres wahrgenommen wurde, lag in den 1970er und 1980er Jahren und der damals meist jugendlichen Hörerschaft der Musik. In den 1980er Jahren erlangte die Musik Bekanntheit und etablierte die erste Metal-Szene. Einige der Interpreten, die dieser Entwicklung zugeordnet wurden, waren bereits zuvor aktiv geworden und werden dem Begriff dennoch untergeordnet.

„Eines der Phänomene jener Zeit […] bestand darin, dass sich die Zuordbarkeit[!sic] zur NWoBHM nicht nur auf die Vertreter im engeren Sinne […] beschränkte, sondern auch solche Bands miteinbezogen wurden, die schon etwas länger im Geschäft waren und sich bereits vorher einen Namen gemacht hatten.“

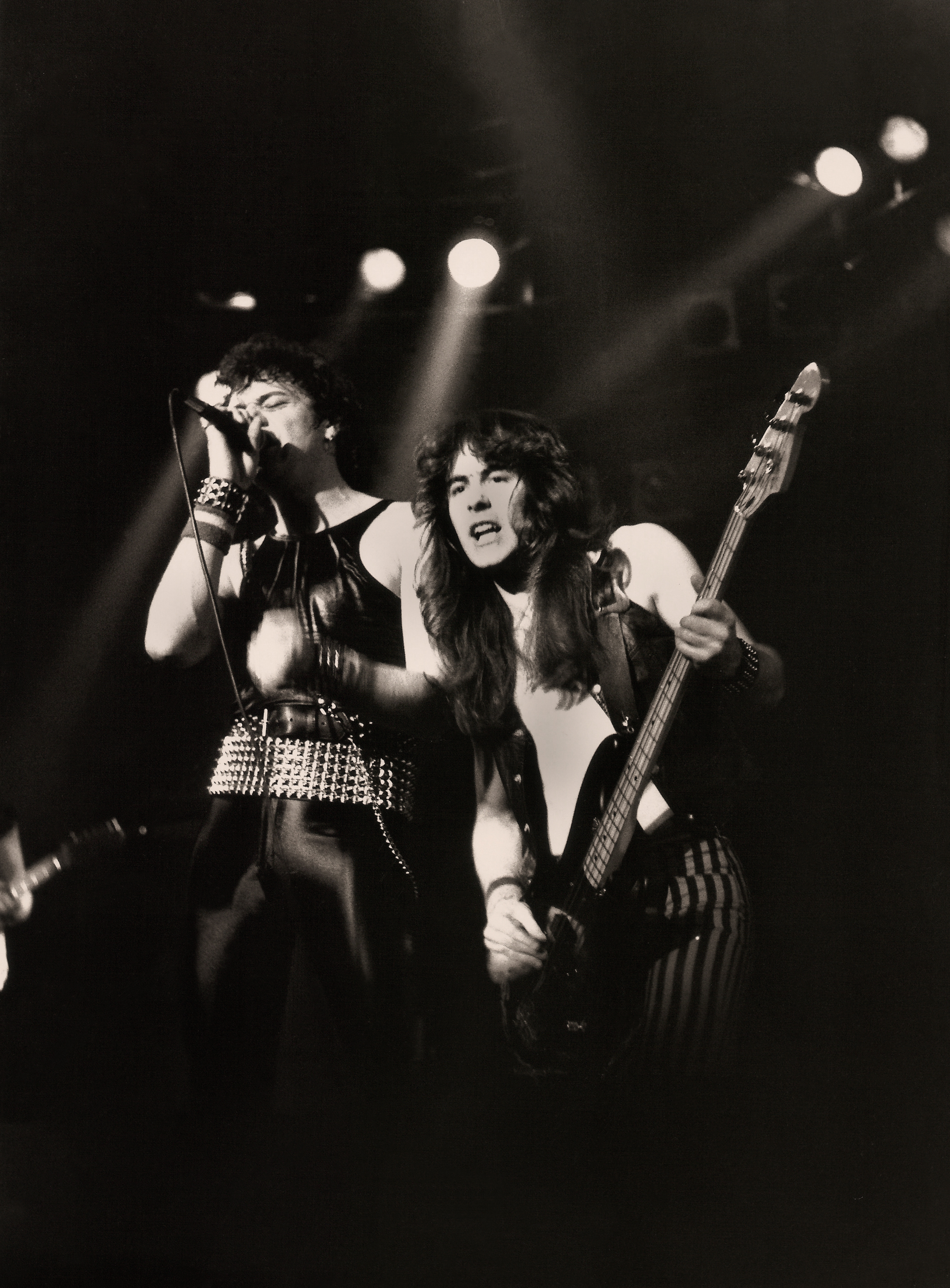
Iron Maiden, hier mit Paul Di‘Anno und Steve Harris im Jahr 1980 im Apollo in Manchester, sind eine der bekanntesten und prägendsten Bands der NWoBHM

Insbesondere erfolgreiche Interpreten wie Judas Priest, Ozzy Osbourne und Motörhead werden so als Teil der NWoBHM geführt. Einzelne der zuvor etablierten Bands änderten damals, oft unter dem Einfluss des Punk, ihren Klang. Exemplarisch für diesen Schritt steht die Gruppe Judas Priest, deren Album British Steel neben Iron Maidens The Number of the Beast zu den Veröffentlichungen gerechnet wurde, die die öffentliche Wahrnehmung des Genres prägten.
Musikalisch und soziokulturell ist die NWoBHM unter dem Einfluss des Punk parallel zur Entwicklung des Punk und Post-Punk gewachsen. So war die NWoBHM eine musikalische Renaissance des frühen, zu diesem Zeitpunkt noch unbenannten, Heavy Metal und des Hard Rock unter dem kulturellen und musikalischen Einfluss des Punk. Vertreter wie der Iron-Maiden-Sänger Paul Di’Anno oder die Gruppen Tank und Raven verwiesen direkt auf ihre eigenen kulturellen Wurzeln in der Punkszene.
Iron Maiden und Judas Priest waren wichtige Katalysatoren für die Ausprägung als eigenständige, vom Punk und Hard Rock emanzipierte Jugendkultur. Diese zwei Gruppen verdeutlichten die Entwicklungsstränge des frühen Metal und die von Beginn der NWoBHM gegebenen Unterschiede, die sich mit weiteren Veröffentlichungen noch stärker ausdifferenzierten. Judas Priest, die mit Breaking the Law eine schlichte Popsong-Grundstruktur nutzten, emanzipierten Metal von Einflüssen des Progressive Rock und Bluesrock die im Hard Rock noch besonders präsent waren. Die Band Iron Maiden hingegen nutzte eine erhöhte Komplexität der Songstrukturen und Virtuosität im Spiel. So verwies Iron Maiden von Beginn an auf eine progressive Traditionslinie ohne direkten Bezug auf den Progressive Rock. Gerade solche Unterschiede ermöglichten den ökonomischen und kulturellen Erfolg der NWoBHM als ein musikalisches Spektrum. In der Vielfalt der Interpreten wurde zügig deutlich, dass „die NWoBHM kein eng umrissenes musikalisches Genre ist, sondern eher ein Sammelbegriff für die am Hard Rock und frühen Heavy Metal orientierten Gruppen, die nach dem Punkboom wieder frischen Wind in die britische Musikzene brachten.“ Entsprechend unterschiedlich sind die Interpreten und Veröffentlichungen die dem Begriff untergeordnet werden. Gruppen wie Saxon, Tygers of Pan Tang spielten mehr mit Ideen des Hard Rock als Iron Maiden. Venom bestach durch Tempo und eine „primitiv-chaotisch anmutende[…] musikalische[…] Darbietung.“ Witchfinder General bot mit ihrem Debüt Death Penalty Proto-Doom unter dem Banner der NWoBHM.
Als ebenso vielfältig wie besonders hoch gilt der Einfluss, den die NWoBHM auf die Entwicklung des gesamten Metal-Spektrums besitzt. Die meisten Subgenre des Metals besitzen Bezugspunkte in der Auswahl jener Interpreten, die in den 1980er-Jahren unter dem Sammelbegriff NWoBHM geführt wurden. Quasi als ein Äquivalent zur NWoBHM, aber bereits unter dem Einfluss von Judas Priest und Iron Maiden, entstand in den 1980er Jahren der Power Metal. Speed Metal und Thrash Metal, die als Anfang des Extreme Metal gelten, wurden unter anderem durch das rohe, vom Punk beeinflusste, schnelle Spiel von Motörhead und deren direkte NWoBHM-Nachfolger Girlschool und Raven inspiriert. Extreme Metal, mit mehreren seiner Subgenres insbesondere Black Metal, fußt in seiner Entstehung auf dem (vermeintlichen) Dilettantismus und dem satanistischen Image von Venom.

## Geschichte

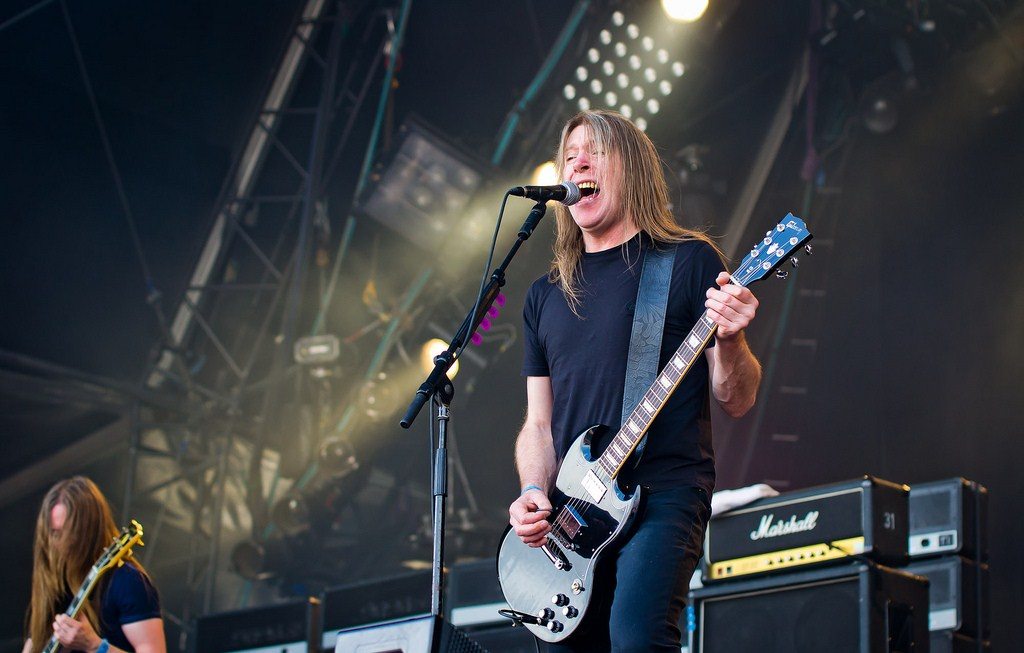
Angel Witch, hier Sänger und Gitarrist Kevin Heybourne während des Hellfest 2011, zählen zu den bekannten Gruppen der NWoBHM

Punk und Glam Rock bestimmten den Markt in der zweiten Hälfte der 1970er. Die Interpreten des frühen, damals noch unter Hard Rock subsumierten, Heavy Metal hatten ab der Mitte der 1970er Jahre mit Absatzschwierigkeiten zu kämpfen. Manche dieser Ur-Bands des Heavy Metal veröffentlichten und tourten weniger; andere Interpreten veröffentlichten Alben, die nicht dem Geschmack der Fans entsprachen. Wieder andere Bands wie Deep Purple und Led Zeppelin brachen auseinander, und auch die oft als die zentrale erste Band des Heavy Metal beschriebenen Black Sabbath entließen 1979 ihren Sänger Ozzy Osbourne und formierten sich neu. Währenddessen nahmen junge Anhänger des Hard Rock und Heavy Metal Ideen ihrer Idole auf und entwickelten diese weiter. Viele der Interpreten der NWoBHM begannen mit der Idee eine Band zu gründen, die die Musik von Deep Purple und Black Sabbath spielt, „nur schneller und lauter“.
Ein gelegentlich bemühtes Datum für den Beginn der NWoBHM ist der 8. Mai 1979. An diesem Tag begann eine Konzerttour der für das Genre prägenden Bands Angel Witch, Samson und Iron Maiden. Dabei gelten solche Daten als willkürlich, da sich die NWoBHM über einen Zeitraum mehrerer Monate bis Jahre entwickelte. Als erste Anlaufstellen für junge Metal-Interpreten galten die Einrichtungen der Working men’s clubs, wo unter anderem Raven, Judas Priest, Saxon und Tygers of Pan Tang in den 1970er- und 1980er-Jahren auftraten. In London hatte sich derweil bis zum Jahr 1979 eine kleine Club-Szene entwickelt, die Metalbands als Auftrittsort und -fans als Ort des Austauschs diente. Die großen Label waren an Hard Rock und Heavy Metal zu dieser Zeit allerdings nicht interessiert. Iron Maiden wurde so 1977 ein Vertrag angeboten unter der Bedingung, das Image der Band am Punk zu orientieren.
Anstelle sich solchen Ideen unterzuordnen, nutzten Interpreten und Fans die ökonomischen DIY-Ideen aus Punk, Post-Punk und Industrial. Bands kooperierten mit Indenpendentfirmen, die insbesondere unter dem Einfluss des Punk entstanden waren. Manche finanzierten eigene Aufnahmen, während Fans und Musiker eigene Unternehmen initiierten. Iron Maiden veröffentlichten so die Soundhouse Tapes, eine EP deren drei Titel Iron Maiden, Prowler und Invasion von Radiohörern in London im gleichen Jahr die meist angefragten Titel waren. Während Iron Maiden sich als Vorreiter der neuen Metalbands erwies, folgte der kommerzielle und damit kulturelle Erfolg des Genres zu Beginn der 1980er Jahre durch einen Radio- und Fernsehstreik in Großbritannien. Die Verkaufszahlen der Popmusik in Großbritannien brachen in Reaktion auf den Streik kurzfristig ein, wodurch der sich kontinuierlich verkaufende, da nicht über Radio und Fernsehen vermarktete Metal in die Charts einstieg und so einem größeren Publikum bekannt wurde. Major-Label reagierten, indem sie die überraschend erfolgreichen Interpreten verpflichteten.
Zeitnah gab das Magazin Sounds ab 1981 das Kerrang zuerst als Heftbeilage heraus und besprach darin Hard Rock und die NWoBHM. Auch der New Music Express widmete sich verstärkt der Szene. Der für das Magazin Sounds schreibende Musikjournalist Geoff Barton prägte im Zuge einer solchen Darstellung die Bezeichnung New Wave of British Heavy Metal, wodurch die unterschiedlichen Bands zunehmend als Szene und ihre Musik als Genre wahrgenommen wurden.

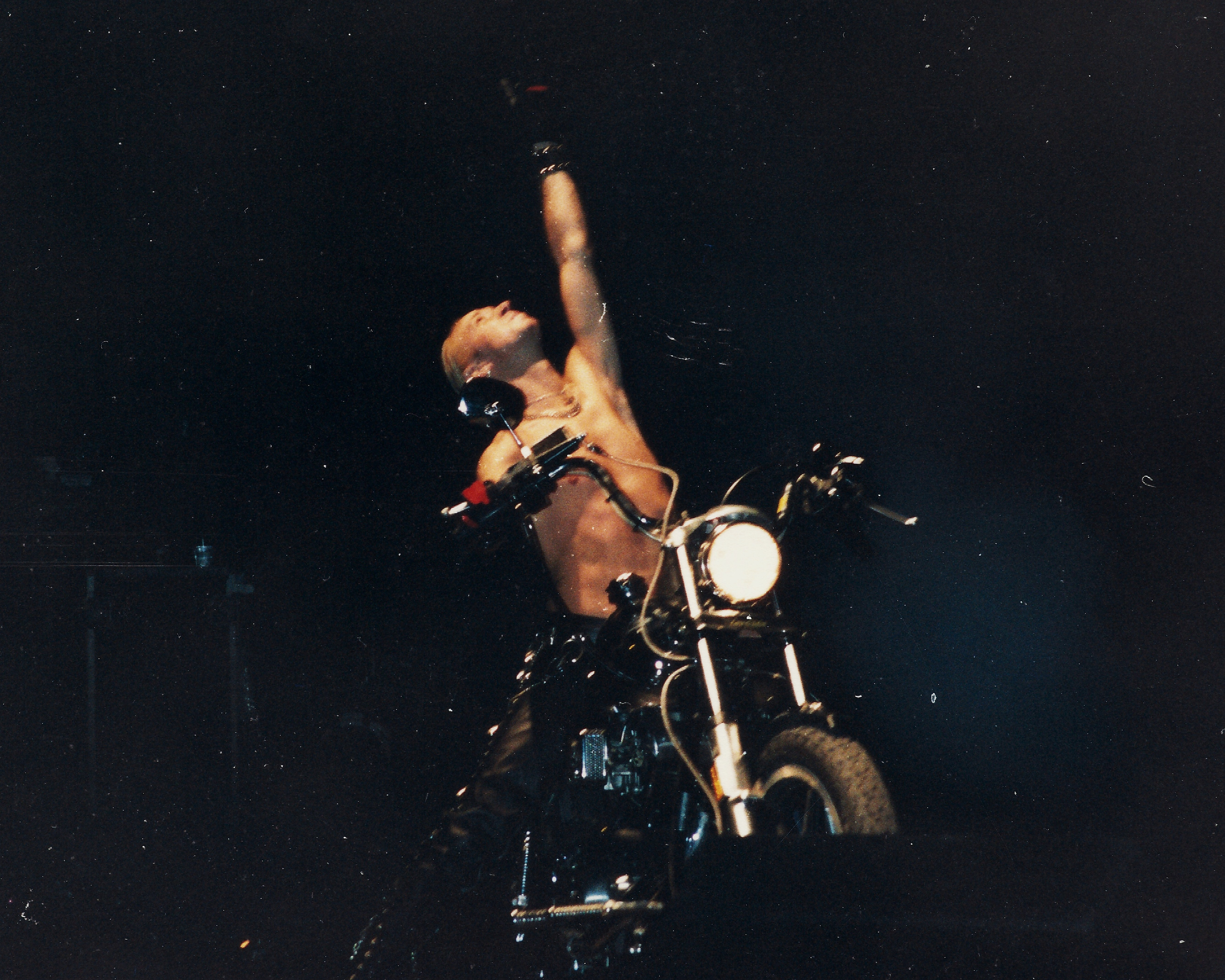
Judas Priest, hier Rob Halford während eines Auftritts 1988, schuf mit Breaking the Law den größten Hit der Band und neben The Number of the Beast von Iron Maiden eins der bekanntesten Stücke der NWoBHM.

Im Februar 1980 trat Iron Maiden mit dem Stück Running Free in der Fernsehsendung Top of the Pops auf. Wenige Monate darauf veröffentlichte die Band ihr selbstbetiteltes Debütalbum. Im gleichen Jahr erschienen unter anderem Wild Cat von Tygers of Pan Tang, Blizzard of Ozz von Ozzy Osbourne, Wheels of Steel von Saxon, On Through the Night von Def Leppard und Ace of Spades von Motörhead. British Steel von Judas Priest erschien ebenfalls 1980 und obwohl die Band, wie auch Motörhead, bereits zuvor Musik spielte die dem Heavy Metal als Basis dient, gilt Judas Priest insbesondere mit dem auf British Steel enthaltenem Stück Breaking the Law als Teil der NWoBHM „ehrenhalber“. Diese „genredefinierende Single“ vereinte die Charakteristika des Genres und gab Spielweisen, wie den zentralen oft als für den Metal wegweisend und typisch benannten Gitarrenklang, vor.
Bis zum Ende der 1980er Jahre hatten sich derweil nur wenige Bands am Markt behaupten können und die Reste der NWoBHM gingen zunehmend in der allgemeinen Titulierung als Heavy Metal auf. NWoBHM verlor sich dabei im eigenen Erfolg. Viele Bands erlangten nur kurzfristig Erfolge, an die sie nicht dauerhaft anknüpfen konnten. Diamond Head, Tygers of Pan Tang, Angel Witch und Samson waren so nicht in der Lage an ihren anfänglichen oder den nachhaltigen Erfolg der Bands mit Major-Label-Vertrag anzuknüpfen. Der Versuch im Mainstream Fuß zu fassen scheiterte und verprellte gleichzeitig die einstige Basis der ursprünglichen Fans.
Die wenigen langfristig erfolgreichen britischen Bands der NWoBHM waren mit der Etablierung einiger eigener und der ähnlicher Bands jenseits der britischen Insel zum Teil des größeren Ganzen geworden. Gruppen wie die dänische Band Mercyful Fate, die amerikanischen Manilla Road und Manowar, der schwedische Gitarrist Yngwie Malmsteen oder die deutschen Gruppen Helloween und Running Wild hatten bereits in den 1980ern den Metal zum internationalen Ereignis wachsen lassen. Langfristig aus der NWoBHM etabliert hatten sich jene Gruppen, die zu Beginn der 1980er einen Vertrag bei großen Unternehmen erlangt hatten. Iron Maiden bei EMI Group, Def Leppard bei Phonogram und Saxon bei Carrère Records. Gruppen mit Verträgen bei kleineren DIY-Unternehmen hatten den Sprung in den internationalen Erfolg selten geschafft. Die seinerzeit oft belächelten Venom konnte sich insbesondere durch den Einfluss auf den Black Metal als Band behaupten. Bis zum Ende des Jahres 1985 hatte sich das Potential der NWoBHM erschöpft und in den 1980ern und 1990ern entstandene neue Stile wie Power, Sleaze, Glam und Thrash Metal und später Grunge und Alternative übernahmen teilweise anknüpfend, teilweise gegensteuernd den Markt für Rock und Metal.

## Stil
Trotz der Stilvielfalt der Interpreten die unter dem Begriff subsumiert wurden, verweisen Genrechronisten stets auf die Kombination des Habitus und der Technik des ursprünglichen Heavy Metal mit der Energie und dem DIY-Ethos des Punk. Die Musik ist, anders als Punk, darauf ausgelegt das Gitarrenspiel hervorzuheben. Soli und spielerische Virtuosität sind in den Veröffentlichungen üblich, finden jedoch nicht bei allen Interpreten statt. Das besonders präsente Riffing ist schnell, verzerrt und laut. Die Soziologin Deena Weinstein unterschied Metal 1991 in die drei großen Bereiche Lite-, Classic- und Speed/Thrash-Metal. Dem Begriff Classic Metal, der für Weinstein durch versierten Gesang und ein auf Virtuosität konzentriertes episches Spiel gekennzeichnet war, ordnete sie die NWoBHM unter.
Gemein war den Interpreten der NWoBHM kaum Balladen zu spielen. Sie reduzierten oft Harmonien und spielten häufig kürzere Songs mit schnellerem Tempo als ihre Metal-Vorreiter in einem aggressiven, an Riffs und Powerchords orientiertem Klang. Bandkonstellationen aus drei Mitgliedern wie Motörhead und Venom, bei beiden Gruppen spielte der Sänger den E-Bass, waren selten. Bei Angel Witch spielte Sänger Kevin Heybourne Gitarre in der Drei-Personen-Konstellation, in der die Band das Album Angel Witch einspielte. Viele der bekannten Gruppen, darunter Iron Maiden, Judas Priest und Saxon, traten mit fünf Mitgliedern, zwei Gitarristen und einem separaten Sänger, auf. Solche Besetzungen die mit vier oder fünf Mitgliedern agierten und über zwei Gitarristen verfügten, einem Lead- und einem Rhythmusgitarrist,  waren eine übliche Konstellation für eine NWoBHM-Band.